# Ptycholaimellus pandispiculatus
Ptycholaimellus pandispiculatus är en rundmaskart som först beskrevs av Stephen Donald Hopper 1961.  Ptycholaimellus pandispiculatus ingår i släktet Ptycholaimellus och familjen Chromadoridae. Inga underarter finns listade i Catalogue of Life.